# Adviesraad Internationale Vraagstukken
De Adviesraad Internationale Vraagstukken (AIV) is een sinds 1998 bestaand Nederlands onafhankelijk adviesorgaan dat de regering en de Staten-Generaal adviseert over het buitenlandse beleid, in het bijzonder met betrekking tot Europese integratie, rechten van de mens, ontwikkelingssamenwerking en vrede en veiligheid.

## Werking
De adviezen worden op verzoek van de regering of de Staten-Generaal uitgebracht. Ook kan de AIV zelf initiatief tot advisering nemen. Alle adviezen worden aangeboden aan de meest betrokken bewindspersonen en aan de Eerste en de Tweede Kamer der Staten-Generaal. De meest betrokken bewindspersonen zijn de minister van Buitenlandse Zaken, de minister van Defensie en de minister voor Ontwikkelingssamenwerking. Zij zijn verplicht binnen drie maanden een reactie op een uitgebracht advies naar de Staten-Generaal te sturen. De aanvragen, de adviezen en de regeringsreacties zijn openbaar en in te zien via de website van de AIV.

## Samenstelling Adviesraad
De AIV is een overkoepelende raad waaronder vier permanente commissies bestaan. Dit zijn de commissie Europese integratie (CEI), mensenrechten (CMR), ontwikkelingssamenwerking (COS) en vrede en veiligheid (CVV).
Deze structuur stelt de AIV in staat om te adviseren over de toenemende complexiteit en verwevenheid van de internationale betrekkingen. De AIV brengt de deskundigheid van leden van de verschillende permanente commissies bij elkaar. Zo kunnen dwarsverbanden worden gelegd tussen de gebieden van mensenrechten, vrede en veiligheid, ontwikkelingssamenwerking en Europese integratie en kan worden ingespeeld op voor Nederland belangrijke internationale ontwikkelingen. Met haar rapporten draagt de AIV ook bij aan het politieke en maatschappelijke debat over het buitenlands beleid.
De Adviesraad Internationale vraagstukken is bij wet (met terugwerkende kracht) op 1 januari 1998 ingesteld. Deze wet is gebaseerd op de Kaderwet voor Adviescolleges uit 1996.
In de AIV is de kennis en ervaring gebundeld van drie eerdere adviesraden, waarvan de Nationale Adviesraad voor Ontwikkelingssamenwerking (NAR), opgericht in 1964, de oudste is. De andere twee voorlopers zijn de Adviescommissie Mensenrechten Buitenlands Beleid (ACM), uit 1983, en de Adviesraad Vrede en Veiligheid (AVV) uit 1985.
De voorzitter van de AIV is sinds 2022 Bert Koenders; zijn voorgangers waren Jaap de Hoop Scheffer (2014-2022) en Frits Korthals Altes (2002-2014).
| Naam             | Functie                                            | Andere functies |
| ---------------- | -------------------------------------------------- | --- |
| Bert Koenders    | Voorzitter AIV                                     | Oud-minister van Buitenlandse Zaken, hoogleraar vrede, recht en veiligheid aan de Universiteit Leiden en Speciaal Gezant Fragiliteit voor de Wereldbank |
| Janne Nijman     | Voorzitter Commissie Mensenrechten                 | Hoogleraar internationaal recht, Universiteit van Amsterdam                                                                                             |
| Jan Broeks       | Vicevoorzitter Commissie Vrede en Veiligheid       | Oud-directeur-generaal internationale militaire staf bij de NAVO                                                                                        |
| Dorette Corbey   | Vicevoorzitter Commissie Europese Integratie       | Oud-lid van het Europees Parlement |
| Paul Scheffer    | Voorzitter Commissie Europese Integratie           | Hoogleraar Europees recht, Universiteit Leiden |
| Tanya van Gool   | Vicevoorzitter Commissie Mensenrechten             | Oud-ambassadeur van Nederland en de Europese Unie |
| Henne Schuwer    | Voorzitter Commissie Vrede en Veiligheid           | Oud-ambassadeur |
| Bram van Ojik    | Vicevoorzitter Commissie OntwikkelingsSamenwerking | Oud-lid Tweede Kamer en oud partijleider GroenLinks |
| Annelies Zoomers | Voorzitter Commissie Ontwikkelingssamenwerking     | Hoogleraar Sociale geografie, Universiteit Utrecht |